# Горошко, Олег Владимирович
Оле́г Влади́мирович Горо́шко (бел. Алег Уладзіміравіч Гарошка; 19 ноября 1989, Гродно) — белорусский хоккеист, защитник. Мастер спорта Республики Беларусь международного класса (2015). Воспитанник гродненского хоккея.

## Карьера
Олег Горошко начал свою профессиональную карьеру в 2008 году в составе бобруйского «Шинника», выступая до этого за фарм-клуб «Гомеля». В своём дебютном сезоне Олег провёл на площадке 43 матча, набрав 8 (1+7) очков, после чего он получил предложение от родного гродненского «Немана». В составе родного клуба Горошко выступал на протяжении двух сезонов, став в сезоне 2010/11 серебряным призёром чемпионата Белоруссии.
20 июля 2011 года Олег, несмотря на многочисленные проблемы, подписал пробный контракт сроком на полтора месяца с минским «Динамо». 5 сентября руководство минского клуба приняло решение продлить соглашение с Горошко на один сезон. 12 сентября в матче против омского «Авангарда» Олег дебютировал в Континентальной хоккейной лиге, а уже 2 ноября набрал своё первое очко в КХЛ, сделав результативную передачу в игре против московского «Спартака». Всего в сезоне 2011/12 Горошко провёл на площадке 21 матч, набрав 1 (0+1) очко, после чего руководство «Динамо» приняло решение подписать с игроком новый двухсторонний контракт сроком на два года. В октябре 2017 года заключил контракт с ХК «Юность-Минск»

### Международная
В составе сборной Белоруссии Олег Горошко принимал участие в первом дивизионе юниорского чемпионата мира 2007 года, на котором белорусы завоевали повышение в классе. В 2009 году Олег выступал на молодёжном чемпионате мира в первом дивизионе, где вместе с командой стал вторым. На взрослом уровне Горошко принимал участие в чемпионате мира 2011 года, на котором сборная страны стала лишь четырнадцатой, а сам Олег набрал 1 (0+1) очко в 6 проведённых матчах.

### Достижения
- Серебряный призёр чемпионата Белоруссии 2011.

## Статистика выступлений
Последнее обновление: 22 апреля 2012 года
|                 |                 |                 | Регулярный сезон | Регулярный сезон | Регулярный сезон | Регулярный сезон | Регулярный сезон | Регулярный сезон | Плей-офф | Плей-офф | Плей-офф | Плей-офф | Плей-офф | Плей-офф |
| Сезон           | Команда         | Лига            | Игр              | Г                | П                | Очк              | +/-              | Штр              | Игр      | Г        | П        | Очк      | +/-      | Штр      |
| --------------- | --------------- | --------------- | ---------------- | ---------------- | ---------------- | ---------------- | ---------------- | ---------------- | -------- | -------- | -------- | -------- | -------- | -------- |
| 2004/05         | Гомель-2        | Первая лига     | 10               | 1                | 0                | 1                | --               | 6                | —        | —        | —        | —        | —        | —        |
| 2005/06         | Гомель-2        | Первая лига     | 43               | 3                | 8                | 11               | --               | 38               | —        | —        | —        | —        | —        | —        |
| 2006/07         | Гомель-2        | Высшая лига     | 51               | 2                | 12               | 14               | --               | 93               | —        | —        | —        | —        | —        | —        |
| 2007/08         | Гомель-2        | Высшая лига     | 54               | 4                | 13               | 17               | --               | 81               | —        | —        | —        | —        | —        | —        |
| 2008/09         | Шинник          | Экстралига      | 43               | 1                | 7                | 8                | +4               | 24               | —        | —        | —        | —        | —        | —        |
| 2009/10         | Неман-2         | Высшая лига     | 11               | 3                | 9                | 12               | --               | 25               | —        | —        | —        | —        | —        | —        |
| 2009/10         | Неман           | Экстралига      | 51               | 2                | 4                | 6                | +6               | 22               | 3        | 0        | 0        | 0        | -1       | 2        |
| 2010/11         | Неман           | Экстралига      | 51               | 3                | 4                | 7                | +12              | 55               | 11       | 0        | 0        | 0        | -3       | 8        |
| 2011/12         | Неман           | Экстралига      | 4                | 0                | 0                | 0                | +2               | 0                | —        | —        | —        | —        | —        | —        |
| 2011/12         | Динамо Минск    | КХЛ             | 21               | 0                | 1                | 1                | -1               | 24               | 1        | 0        | 0        | 0        | --       | 0        |
| Всего в КХЛ     | Всего в КХЛ     | Всего в КХЛ     | 21               | 0                | 1                | 1                | -1               | 24               | 1        | 0        | 0        | 0        | --       | 0        |
| Всего в карьере | Всего в карьере | Всего в карьере | 339              | 19               | 58               | 77               | +23              | 368              | 15       | 0        | 0        | 0        | -4       | 10       |

### Международная
| Турнир        | Место | Игр | Г | П | Очк | +/- | Штр |
| ------------- | ----- | --- | - | - | --- | --- | --- |
| ЮЧМ-2007 (Д1) | 1     | 5   | 0 | 2 | 2   | +2  | 4   |
| МЧМ-2009 (Д1) | 2     | 5   | 0 | 1 | 1   | +6  | 6   |
| ЧМ-2011       | 14    | 6   | 0 | 1 | 1   | +2  | 0   |